# Plots with a View
Plots with a View, también conocida como Undertaking Betty, es una comedia británica de 2002 dirigida por Nick Huran, escrita por Frederick Ponzlov y protagonizada por Brenda Blethyn y Alfred Molina.

## Sinopsis
Se trata de una comedia de humor negro sobre la apacible vida en un pequeño pueblo galés donde rivalizan dos funerarias muy especiales. Boris Plotz (Alfred Molina), director de la Funeraria Plotz, soñaba hace veinte años -cuando era un chico tímido y retraído- con dos cosas que aún no ha olvidado... el baile y Betty (Brenda Blethyn). Betty amaba en secreto a Boris, pero no fue capaz de contradecir los deseos de sus padres, así que finalmente se casó con el cazafortunas Hugh Rhys Jones (Robert Pugh). Boris renunció a sus sueños y se hizo cargo del negocio familiar de pompas fúnebres. Desde entonces las vidas de ambos han permanecido inalteradas en una tediosa rutina, hasta que la suegra de Betty muere. Boris y Betty se reúnen de nuevo para organizar el funeral de la anciana y, a medida que hablan de los preparativos, la chispa que surgió en su juventud vuelve a encenderse. La ceremonia tendrá lugar en la Funeraria Plotz, para disgusto del director de la funeraria rival, Frank Featherbed (Christopher Walken). Featherbed, un excéntrico americano, está decidido a revolucionar el negocio de las pompas fúnebres en Inglaterra con la novedad de los funerales "temáticos". Boris no soporta que el único obstáculo entre él y Betty sea un matrimonio con un tipo que además de no quererla en absoluto le es descaradamente infiel con la explosiva Meredith (Naomi Watts). En una desesperada tentativa por alcanzar la felicidad, Boris y Betty deciden fingir la muerte de ésta y escapar juntos una vez que todos hayan creído que Betty ha pasado a mejor vida. Mientras tanto, el excéntrico Featherbed está celebrando su primer funeral temático ambientado, para gran sorpresa de los familiares del difunto, en la serie de televisión Star Trek. Durante la ceremonia, el ayudante de Featherbed, Delbert (Lee Evans), que no parece tener demasiadas neuronas en su pequeño cerebro, maneja los efectos especiales para dar un toque aún más realista a este "galáctico" velatorio... 

## Reparto
- Brenda Blethyn - Betty Rhys-Jones
- Alfred Molina - Boris Plots
- Christopher Walken - Frank Featherbed
- Naomi Watts - Meredith Mainwaring
- Lee Evans - Delbert Butterfield
- Robert Pugh - Hugh Rhys-Jones
- Miriam Margolyes - Thelma & Selma